# Senat (Chile)
Der Senat Chiles (spanisch: Senado de la República de Chile) ist das Oberhaus des chilenischen Nationalkongresses. Gemeinsam mit der Abgeordnetenkammer bildet er die legislative Gewalt in Chile. Sitz des Senats ist das Gebäude des Nationalkongresses in der chilenischen Hafenstadt Valparaíso.

## Geschichte
Der erste Senat wurde 1812 als Teil des ersten chilenischen Nationalkongresses von der damaligen Regierungs-Junta gebildet. Er hatte seinen Sitz in Santiago de Chile und bestand aus insgesamt zehn Mitgliedern. In den folgenden Jahrzehnten unterlag der Senat vielen Änderungen aufgrund der Instabilität des Landes und den sich ständig ändernden Verfassungen. Erst die Verfassung von 1833 hatte über einen längeren Zeitraum Bestand. Unter dieser Verfassung setzte sich der Senat aus 20 Mitgliedern zusammen, die für eine neunjährige Amtszeit gewählt wurden. Dies änderte sich jedoch unter der Verfassung von 1925. Unter der Verfassung von 1980, die während der Militärdiktatur unter Augusto Pinochet entstand, änderte sich die Zusammensetzung des Senats erneut. In dieser Verfassung war vorgesehen, dass 26 der Senatoren vom Volk direkt gewählt würden (2 pro Region). Daneben gab es neun Senatoren, die von verschiedenen Organen ernannt wurden, nämlich
- vier ehemalige Oberbefehlshaber, die von den Streitkräften ernannt wurden
- drei vom Obersten Gerichtshof ernannten Mitglieder, nämlich zwei ehemalige oberste Richter und einen ehemaligen Leiter des Rechnungshofes
- zwei vom Präsidenten ernannten Mitglieder, nämlich einen ehemaligen Minister und einen ehemaligen Universitätsrektor

All diese Senatoren hatten eine achtjährige Amtszeit. Daneben wurde jeder ehemalige Präsident, der länger als sechs Jahre im Amt war, automatisch zum Senator auf Lebenszeit ernannt. Auch nach Ende der Militärdiktatur blieb diese Zusammensetzung so erstmal bestehen. Dies hatte zur Folge, dass der ehemalige Diktator Pinochet nach seinem Ausscheiden als Staatspräsident noch Teil des Senats als Senator auf Lebenszeit wurde. Dies blieb er bis zu seinem Rücktritt 2002. Der einzige weitere Senator auf Lebenszeit war Eduardo Frei Ruiz-Tagle zwischen 2000 und 2006. Mit der Verfassungsreform von 2005 wurden jedoch die ernannten Senatoren sowie die Senatoren auf Lebenszeit abgeschafft. Die Gesamtzahl der Senatoren wurde auf 38 festgelegt. Nach der Verfassungsreform von 2015 wurde die Anzahl der Senatoren jedoch stetig auf 50 erweitert.

## Wahl und Zusammensetzung
Seit der Parlamentswahl in Chile 2021 besteht der Senat aus 50 Mitglieder. Die Senatoren werden in den Regionen Chiles gewählt, jede Region wird, je nach Einwohnerzahl, von zwei bis fünf Senatoren vertreten. Insgesamt werden die Senatoren für eine Amtszeit von acht Jahren gewählt, alle vier Jahre wird etwa die Hälfte des Senates neu gewählt. So ergeben sich zwei Wahlklassen:
| Wahlklasse | Beginn | Ende   | Apruebo Dignidad | Socialismo Democrático | Chile Vamos | Andere Koalitionen | Gesamt |
| ---------- | ------ | ------ | ---------------- | ---------------------- | ----------- | ------------------ | ------ |
| 1          | 2018   | 2026   | 1                | 7                      | 12          | 3                  | 23     |
| 2          | 2022   | 2030   | 5                | 6                      | 12          | 4                  | 27     |
| Gesamt     | Gesamt | Gesamt | 6                | 13                     | 24          | 7                  | 50     |

Dem Senat steht der Senatspräsident vor, der von den Senatoren gewählt wird. Er leitet die Sitzungen und repräsentiert den Senat nach außen. Seit März 2022 hat dieses Amt der Senator Álvaro Elizalde von der Partido Socialista inne. Daneben gibt es einen Vizepräsident, dies ist aktuell Luz Ebensperger von der UDI.

## Aktuelle Senatoren
Aktuell sieht die Verteilung der Sitze nach Parteien im chilenischen Senat wie folgt aus:
Die Regierungskoalition Chile Vamos stellt mit 19 Mitgliedern jedoch keine Mehrheit der Sitze. Die andere große Koalition, die Unidad Constituyente, kommt auf insgesamt 21 Sitze. Daneben sind drei unabhängige Senatoren oder Mitglieder anderer Koalitionen vertreten. Aktuell sind folgende Senatoren vertreten:
| Wahlkreis | Region Chiles      | Wahlklasse | Senator | Name                             | Koalition              | Partei                          | Senator seit | Ende der Amtszeit |
| --------- | ------------------ | ---------- | ------- | -------------------------------- | ---------------------- | ------------------------------- | ------------ | ----------------- |
| 1         | Arica y Parinacota | 1          |         | José Miguel Insulza              | Socialismo Democrático | PS                              | 2018         | 2026              |
| 1         | Arica y Parinacota | 1          |         | José Durana                      | Chile Vamos            | UDI                             | 2018         | 2026              |
| 2         | Tarapacá           | 1          |         | Jorge Soria                      | Socialismo Democrático | Unabhängig, gewählt für die PPD | 2018         | 2026              |
| 2         | Tarapacá           | 1          |         | Luz Ebensperger                  | Chile Vamos            | UDI                             | 2018         | 2022              |
| 3         | Antofagasta        | 2          |         | Pedro Araya                      | Socialismo Democrático | Unabhängig, gewählt für die PPD | 2014         | 2030              |
| 3         | Antofagasta        | 2          |         | Esteban Velásquez                | Apruebo Dignidad       | FRVES                           | 2022         | 2030              |
| 3         | Antofagasta        | 2          |         | Paulina Núñez                    | Chile Vamos            | RN                              | 2022         | 2030              |
| 4         | Atacama            | 1          |         | Yasna Provoste                   | keine Koalition        | PDC                             | 2018         | 2026              |
| 4         | Atacama            | 1          |         | Rafael Prohens                   | Chile Vamos            | RN                              | 2018         | 2026              |
| 5         | Coquimbo           | 2          |         | Daniel Núñez                     | Apruebo Dignidad       | PCCh                            | 2022         | 2030              |
| 5         | Coquimbo           | 2          |         | Matías Walker                    | keine Koalition        | Demócratas                      | 2022         | 2030              |
| 5         | Coquimbo           | 2          |         | Sergio Gahona                    | Chile Vamos            | UDI                             | 2022         | 2030              |
| 6         | Valparaíso         | 1          |         | Francisco Chahuán                | Chile Vamos            | RN                              | 2010         | 2026              |
| 6         | Valparaíso         | 1          |         | Kenneth Pugh                     | Chile Vamos            | RN                              | 2018         | 2026              |
| 6         | Valparaíso         | 1          |         | Ricardo Lagos Weber              | Socialismo Democrático | PPD                             | 2010         | 2026              |
| 6         | Valparaíso         | 1          |         | Isabel Allende                   | Socialismo Democrático | PS                              | 2018         | 2026              |
| 6         | Valparaíso         | 1          |         | Juan Ignacio Latorre             | Apruebo Dignidad       | RD                              | 2018         | 2026              |
| 7         | RM                 | 2          |         | Manuel José Ossandón             | Chile Vamos            | RN                              | 2014         | 2030              |
| 7         | RM                 | 2          |         | Luciano Cruz-Coke                | Chile Vamos            | EVOP                            | 2022         | 2030              |
| 7         | RM                 | 2          |         | Claudia Pascual                  | Apruebo Dignidad       | PCCh                            | 2022         | 2030              |
| 7         | RM                 | 2          |         | Fabiola Campillai                | Apruebo Dignidad       | Unabhängig                      | 2022         | 2030              |
| 7         | RM                 | 2          |         | Rojo Edwards                     | keine Koalition        | PLR                             | 2022         | 2030              |
| 8         | O’Higgins          | 2          |         | Alejandra Sepúlveda              | Apruebo Dignidad       | FRVES                           | 2022         | 2030              |
| 8         | O’Higgins          | 2          |         | Javier Macaya                    | Chile Vamos            | UDI                             | 2022         | 2030              |
| 8         | O’Higgins          | 2          |         | Juan Luis Castro                 | Socialismo Democrático | PS                              | 2022         | 2030              |
| 9         | Maule              | 1          |         | Juan Castro Prieto               | Chile Vamos            | Unabhängig, gewählt für die RN  | 2018         | 2026              |
| 9         | Maule              | 1          |         | Rodrigo Galilea                  | Chile Vamos            | RN                              | 2018         | 2026              |
| 9         | Maule              | 1          |         | Juan Antonio Coloma              | Chile Vamos            | UDI                             | 2002         | 2026              |
| 9         | Maule              | 1          |         | Ximena Rincón                    | keine Koalition        | Demócratas                      | 2018         | 2026              |
| 9         | Maule              | 1          |         | Álvaro Elizalde                  | Socialismo Democrático | PS                              | 2018         | 2026              |
| 16        | Ñuble              | 2          |         | Loreto Carvajal                  | Socialismo Democrático | PPD                             | 2021         | 2030              |
| 16        | Ñuble              | 2          |         | Gustavo Sanhueza                 | Chile Vamos            | UDI                             | 2022         | 2030              |
| 10        | Biobío             | 2          |         | Sebastián Keitel                 | Chile Vamos            | EVOP                            | 2022         | 2030              |
| 10        | Biobío             | 2          |         | Enrique van Rysselberghe Herrera | Chile Vamos            | UDI                             | 2022         | 2030              |
| 10        | Biobío             | 2          |         | Gastón Saavedra                  | Socialismo Democrático | PS                              | 2022         | 2030              |
| 11        | Araucanía          | 1          |         | Felipe Kast                      | Chile Vamos            | EVOP                            | 2018         | 2026              |
| 11        | Araucanía          | 1          |         | Carmen Gloria Aravena            | Chile Vamos            | Unabhängig                      | 2018         | 2026              |
| 11        | Araucanía          | 1          |         | José García Ruminot              | Chile Vamos            | RN                              | 2002         | 2026              |
| 11        | Araucanía          | 1          |         | Francisco Huenchumilla           | keine Koalition        | PDC                             | 2018         | 2026              |
| 11        | Araucanía          | 1          |         | Jaime Quintana                   | Socialismo Democrático | PPD                             | 2010         | 2026              |
| 12        | Los Ríos           | 2          |         | Alfonso De Urresti               | Socialismo Democrático | PS                              | 2014         | 2030              |
| 12        | Los Ríos           | 2          |         | María José Gatica                | Chile Vamos            | RN                              | 2022         | 2030              |
| 12        | Los Ríos           | 2          |         | Iván Flores                      | keine Koalition        | PDC                             | 2022         | 2030              |
| 13        | Los Lagos          | 2          |         | Iván Moreira                     | Chile Vamos            | UDI                             | 2014         | 2030              |
| 13        | Los Lagos          | 2          |         | Fidel Espinoza                   | Socialismo Democrático | PS                              | 2022         | 2030              |
| 13        | Los Lagos          | 2          |         | Carlos Kuschel                   | Chile Vamos            | RN                              | 2022         | 2030              |
| 14        | Aysén              | 1          |         | David Sandoval                   | Chile Vamos            | UDI                             | 2018         | 2026              |
| 14        | Aysén              | 1          |         | Ximena Órdenes                   | Socialismo Democrático | Unabhängig, gewählt für die PPD | 2018         | 2026              |
| 15        | Magallanes         | 2          |         | Karim Bianchi                    | Unabhängig             | Unabhängig                      | 2022         | 2030              |
| 15        | Magallanes         | 2          |         | Alejandro Kusanovic              | Chile Vamos            | Unabhängig, gewählt für die RN  | 2022         | 2030              |